# Котяш Гаврило Іванович
Гаврило Іванович Котяш (7 квітня 1904, місто Могильов, тепер Білорусь — 14 листопада 1999, місто Мінськ,  Білорусь) — радянський державний діяч, залізничник, начальник залізниць. Депутат Верховної ради Білоруської РСР 3-го та 6—7-го скликань. Депутат Верховної ради СРСР 2-го та 4—5-го скликань. Герой Соціалістичної Праці (1.08.1959).

## Життєпис
Народився в родині робітника. Батько працював кочегаром на залізниці. Гаврило Котяш закінчив церковнопарафіяльну школу та реальне училище.
З 1919 року працював на залізниці: телеграфіст Могильовської дистанції зв'язку, конторник. Без відриву від виробництва навчався в Інституті залізничного транспорту.
До 1936 року — помічник начальника станції Могильов; заступник старшого диспетчера Оршанського відділення руху; старший диспетчер Вітебського відділення руху Західної залізниці.
У 1936—1937 роках — заступник начальника, в 1937—1939 роках — начальник Вітебського відділення руху Західної залізниці.
З 1939 року — начальник служби руху Західної залізниці в місті Смоленську.
Член ВКП(б) з 1939 року.
Під час німецько-радянської війни працював у Головному управлінні руху Народного комісаріату шляхів сполучення СРСР, був заступником начальника Західної залізниці.
У 1944—1951 роках — начальник Західної залізниці.
У вересні 1951 — травні 1953 року — начальник Мінської залізниці.
У травні 1953 — 1969 року — начальник Білоруської залізниці.
Указом Президії Верховної Ради СРСР від 1 серпня 1959 року за «видатні успіхи, досягнуті у справі розвитку залізничного транспорту» Гаврилові Івановичу Котяшу було присвоєно звання Героя Соціалістичної Праці з врученням ордена Леніна та золотої медалі «Серп та Молот».
З 1969 року — персональний пенсіонер. Продовжував працювати радником комітету Організації міжнародного співробітництва залізниць в місті Варшаві (Польща), інспектором Міністерства шляхів сполучення СРСР із контролю прикордонних станцій Прибалтійської, Білоруської та Львівської залізниць. Проживав у Мінську.
Помер 14 листопада 1999 року, похований на Східному цвинтарі Мінська.

## Нагороди
- Герой Соціалістичної Праці (1.08.1959)
- три ордени Леніна (29.07.1945, 12.07.1951, 1.08.1959)
- орден Червоного Прапора (19.08.1944)
- два ордени Трудового Червоного Прапора (23.11.1939, 30.12.1948)
- два ордени «Знак Пошани» (21.07.1942, 25.08.1971)
- медаль «За доблесну працю у Великій Вітчизняній війні 1941—1945 рр.» (1945)
- медалі
- Почесна грамота Президії Верховної ради Білоруської РСР
- «Почесний залізничник»